# 福井コンピュータホールディングス

福井県坂井市の技術開発ビル「ウィン・ラボラトリ」

福井コンピュータホールディングス株式会社（ふくいコンピュータホールディングス、英: Fukui Computer Holdings,Inc.）は、福井県福井市に本社を置く独立系大手ソフトメーカーグループの持株会社である。東証プライム上場。

## 概要
傘下に福井コンピュータアーキテクト株式会社、福井コンピュータ株式会社、福井コンピュータスマート株式会社、福井コンピュータシステム株式会社の事業子会社を持ち、建築、測量、土木といったコンストラクション分野のCADソフトウェアを開発・販売している。営業網は全国30箇所以上、商品群もそれぞれの分野でベストセラーを誇っている。

## 沿革
- 1979年（昭和54年）12月 - 福井コンピューター販売株式会社設立。
- 1985年（昭和60年）2月 - 福井コンピューター株式会社に商号変更。
- 1995年（平成7年）5月 - 株式を店頭公開（現在のJASDAQ）。
- 2003年（平成15年）
  - 4月 - スクール事業部を新設。
  - 10月 - ダイテックと資本・業務提携。同社が第二位株主となる。
- 2006年（平成18年）
  - 2月 - 東京証券取引所2部上場。
  - 6月 - 「サイバープロジェクト」チームを立ち上げ、フィットネス事業に参入。
- 2007年（平成19年）3月 - 東京証券取引所1部指定替え。
- 2008年（平成20年）4月 - 「サイバープロジェクト」チームを事業部化、メディモ事業部を新設。
- 2009年（平成21年）
  - 4月 - 株式会社ザ・システムを子会社化。
  - 7月 - メディモ事業部を廃止。フィットネス事業から撤退。
  - 8月 - スクール事業部を廃止。
  - 10月 - 中国子会社であった福申信息系統（上海）有限公司の出資金の持分全部を譲渡。
- 2010年（平成22年）
  - 5月 - 創業者の小林眞を代表取締役社長から解任（後述）。
  - 8月 - 小林眞前社長保有の株式回収も企図し、経営基盤安定化のため第二位株主であるダイテックホールディング（→アセットマネジメント→ダイテックホールディング）が株式公開買付けを開始[3]。フィットネス事業などをめぐるダイテックホールディングと小林眞との間の確執が、社長解任により完全に解消されたことも背景にある。11月2日に同社は42.43％の議決権を有する筆頭株主となった。しかし株式回収はならず小林眞が第二位株主となった[4][5]。
- 2012年（平成24年）
  - 7月 - 新設分割により、新設子会社の福井コンピュータアーキテクト株式会社に建築CADソフトウェア関連業務を、福井コンピュータ株式会社に土木測量CADソフトウェア関連業務を、それぞれ継承。従前の福井コンピュータ株式会社は持株会社となり、福井コンピュータホールディングス株式会社に商号変更[6][7]。
  - 12月 - 第二位株主の小林眞ら3人が保有する株式はLIXILに担保提供されていたが、担保権が行使され当該株式をLIXILが取得。LIXILが第二位株主（議決権27.8%）となる[8]。
- 2013年（平成25年）7月 - 福井コンピュータスマート株式会社を設立。
- 2015年（平成27年）12月 - 福井コンピュータドットコム株式会社を設立。
- 2017年（平成29年）6月 - 株式会社ザ・システムを福井コンピュータシステム株式会社に称号変更。
- 2018年（平成30年）4月 - 福井コンピュータアーキテクト株式会社が福井コンピュータドットコム株式会社を吸収合併[9]。
- 2022年（令和4年）4月 - 東証一部から東証プライムへ移行

## 主な製品・サービス
- 福井コンピュータアーキテクト
  - ARCHITREND ZERO
  - ARCHITREND VR
  - ARCHITREND Modelio
  - ARCHITREND 宅地分譲シミュレーション
  - ARCHITREND リフォームエディション
  - ARCHITREND リフォームパレット
  - 3Dカタログ.com
  - TREND写真管理
  - TREND Net
  - あずかるて
  - GLOOBE Architect
  - GLOOBE Construction
  - ARCHI Box
  - ARCHITREND Do!Photo[10]
  - まどりっち
  - DandALL
- 福井コンピュータ
  - TREND-ONE
  - TREND-FIELD
  - TREND-POINT
  - TREND REX
  - Mercury-ONE
  - Mercury-Evoluto
  - LandMap-Evoluto
  - Mercury-LAVIS
  - PC-MAPPING/HT
  - Mercury-Evoluto MMS
  - BLUETREND XA
  - EX-TREND 武蔵
  - TREND-FIELD (土木)
  - TREND-CORE
  - TREND-CORE VR
  - EX-TREND 官公庁シリーズ
  - CIMPHONY Plus
  - CPDSステーション[11]

## 不祥事
- 2010年（平成22年）5月、創業者の小林眞社長が、保有する株式を個人的に経営していた温浴施設運営会社（株式会社フューチャー）の借入金の担保にしており、事業不振で支払いが滞ったため株式が第三者へ売却される可能性が発生。社長の社会的信用の失墜は会社の信用悪化につながるとして、取締役会において解任。実弟の小林徳也が代表取締役社長に就任[12]。

## 過去の提供番組
- 福井新聞ニュース（福井テレビ）